# San Martino Valle Caudina
San Martino Valle Caudina község (comune) Olaszország Campania régiójában, Avellino megyében.

## Fekvése
A megye északnyugati részén fekszik. Határai: Avella, Cervinara, Montesarchio, Pannarano, Roccabascerana és Sperone. A település a Caudina völgyében fekszik (amint arra neve is utal) a Pizzone- és a Teano- hegyek lábánál. Tengerszint feletti magassága 200 és 1600 méter között váltakozik.

## Története
I. e. 320-ban egy szamniszok és rómaiak között lezajlott csata színhelye volt. A középkor során a Capaccio és D’Aquino nemesi családok birtoka volt. A 19. században nyerte el önállóságát, amikor a Nápolyi Királyságban felszámolták a feudalizmust.

## Népessége
A népesség számának alakulása:

## Főbb látnivalói
Fő látnivalói a Palazzo Ducale, Modern Művészeti Galéria és a Pignatelli vár.